# Титан (фільм, 2018)
«Титан» — науково-фантастичний трилер 2018 року, в якому знялись Сем Вортінгтон, Тейлор Шиллінг, Том Вілкінсон.

## Сюжет
У 2048 році Земля виснажена війнами та природними лихами, насталими через зміни клімату. Людству загрожує вимирання вже за кілька десятків років, тому професор Мартін Коллінгвуд пропонує колонізувати супутник Сатурна — Титан. Для виживання в його умовах людину необхідно провести генетичне вдосконалення людини. Вона стане здатна витримувати низькі температури, обходитися обмаллю кисню і літати завдяки перетинкам. Рік Янссен потрапляє до програми вдосконалення людини за те, що служачи у війську три дні поспіль виживав у пустелі без їжі та води. Йому з родиною представляють комфортабельне житло в обмін на участь в експериментах.
Спочатку Рік проявляє відмінні результати, демонструючи здатність 40 хвилин обходитися без кисню. Після цього його дружина Абігейл помічає, що в Ріка потемнішали вени. Рікові стає некомфортно в звичайних земних умовах, він витримує холод, але відчуває жар вдома. В інших піддослідних випадає волосся, а одна з них раптово помирає в конвульсіях. У решти, як і в Ріка, темнішають вени, а його товариш Зейн втрачає контроль над собою і нападає на партнерку. Піддослідна Таллі стає другою за здібностями після Ріка. Абігейл переймається станом чоловіка, котрий до того ж починає блювати кров'ю. Той переконаний, що розум сильніший за тіло і продовжує терапію. Під час сидіння в басейні з нього злазить шкіра, замінюючись на синю луску, а очі невдовзі пристосовуються до обмалі світла. Абігейл виявляє сховані в будинку камери з чого розуміє, що за Ріком постійно слідкують і знають про тривожні зміни. Професор Мартін виправдовується, що його керівництво змусило піти його на цей крок. Повернувшись додому, вона бачить, що Зейна вбили військові після чергового спалаху агресії.
Абігейл викрадає картку доступу Мартіна і потай пробирається у лабораторію. В кабінеті професора вона знаходить записи про не просто пристосування людини до умов Титана, а перетворення на новий біологічний вид — Homo Titanicus, шляхом поєднання людської ДНК із тваринною. Мартін тим часом свариться зі своїм керівництвом із НАСА, котре називає експеримент аморальним та небезпечним. Після цього він повідомляє Абігейл, що без операції в найближчі дні Рік, як і Зейн, збожеволіє.
Операція відбувається успішно, Рік переходить на наступний етап трансформації, зберігши розум. Проте зовні він помітно змінюється і набуває здатності говорити на низьких частотах, втративши звичайну мову. Таллі вбиває свого чоловіка і приходить до Ріка, де їх оточують спецпризначенці. Захищаючись від бійців, Рік вбиває одного з них і тікає. Абігейл намагається розшукати його, а коли знаходить, обох схоплюють. Мартін приймає рішення відправити Ріка на Титан, адже він став непристосованим до життя в земних умовах. Щоб забезпечити його емоційну стійкість, зробити Рікові хімічну лоботомію, з якою він забуде родину. Абігейл погоджується і вколює йому препарат, але насправді підмінює його іншим, нешкідливим. Викривши обман, Мартін наказує вбити Ріка і його родину, але солдати відмовляються виконати наказ.
Минає якийсь час, Абігейл продовжує дослідження на Землі, тоді як Ріка відправляють на Титан, де він, закінчивши трансформацію, злітає над скелями.

## У ролях
| Актор                | Роль              |
| -------------------- | ----------------- |
| Сем Вортінгтон       | Рік Янссен        |
| Тейлор Шиллінг       | Абігейл Янссен    |
| Том Вілкінсон        | Мартін Коллінгвуд |
| Агніс Дін            | Фрея Аптон        |
| Наталі Еммануель     | Таллі Рутерфорд   |
| Корі Джонсон         | Джим Петерсен     |
| Дієго Бонета         | Ікер Ернандес     |
| Александар Йованович | Юган Вернер       |
| Ноа Джуп             | Лукас Янссен      |

## Створення фільму

### Виробництво
Зйомки фільму проходили в Іспанії.

### Знімальна група
- Кінорежисер — Леннарт Руфф
- Сценарист — Макс Гурвіц, Араш Амель
- Кінопродюсер — Араш Емель, Фред Бергер, Леон Кларенс, Браян Кавано-Джонс, Бен П'ю
- Композитор — Філ Ейслер
- Кінооператор — Ян-Марчелло Кал
- Кіномонтаж — Енн-Каролін Бізенбах
- Художники-постановники — Джуліан Р. Вагнер
- Артдиректор — Джемма Форія
- Підбір акторів — Дієго Бетанкор, Джулі Гаркін[1].

## Сприйняття
Фільм отримав негативні відгуки. На сайті Rotten Tomatoes оцінка стрічки становить 17 % на основі 6 відгуків від критиків (середня оцінка 3,6/10) і 17 % від глядачів із середньою оцінкою 1,9/5 (195 голосів). Фільму зарахований «гнилий помідор» від кінокритиків та «розсипаний попкорн» від глядачів, Internet Movie Database — 5,0/10 (5 032 голоси).
Згідно з сайтом «Cultured Vultures», «„Титан“ викладає напрочуд цілісну, тривожну історію про небезпеку та можливості наукових експериментів та космічних подорожей, але втрачає більшу частину свого глузду ближче до кінця, заплутуючи фільм, який, на жаль, закінчується розчаруванням». Підкреслювалося, що фільм має хороші переконливі діалоги та цікаву сюжетно творчу проблему, проте після першої половини перетворюється на передбачуваний атракціон.
У «Newsweek» відгукнулися, що «Титан» не справляється з тією цікавою ідеєю, яку намагається розвинути в сюжеті. Також зазначалось, що фінальний результат перетворення людини виглядає так само жахливо, як у «Химері», але більшість фільму ці трансформації непомітні. Фільму не вдається виразно зобразити потворність і він чомусь оминає зображення стану планети за межами військової бази, що й спонукав до експериментів.
За рецензією «The Guardian», «Це різновид науково-фантастичної драми, в якій справа не в міжпланетних космічних подорожах, а в напрузі й таємницях на домашньому фронті. Але це повинно драматично привести кудись, тут же немає кульмінації».